# Trego County
Trego County ist ein County im Bundesstaat Kansas der Vereinigten Staaten. Der Verwaltungssitz (County Seat) ist WaKeeney. Das U.S. Census Bureau hat bei der Volkszählung 2020 eine Einwohnerzahl von 2808 ermittelt.

## Geographie
Das County liegt nordwestlich des geographischen Zentrums von Kansas und hat eine Fläche von 2328 Quadratkilometern, wovon 28 Quadratkilometer Wasserfläche sind. Es grenzt im Uhrzeigersinn an folgende Countys: Graham County, Rooks County, Ellis County, Ness County und Gove County.

## Geschichte
Trego County wurde 1879 gebildet. Benannt wurde es nach Edward P. Trego, einem Hauptman der H-Kompanie des 8. Kansas Infanterie-Regiments, gefallen am 19. September 1863 bei der Schlacht am Chickamauga.
7 Bauwerke und Stätten des Countys sind im National Register of Historic Places eingetragen (Stand 30. August 2017).

## Demografische Daten

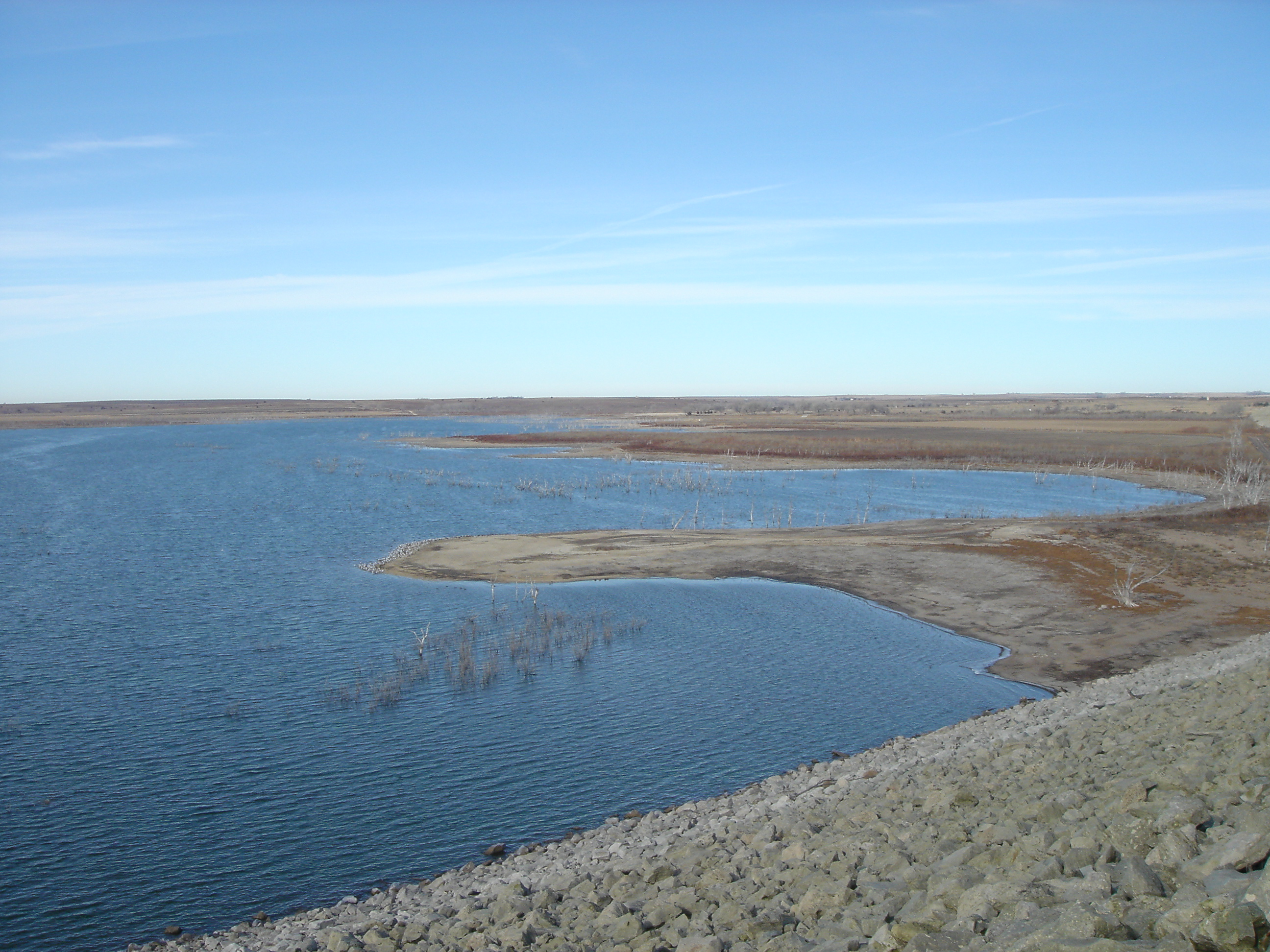
Cedar Bluff Reservoir

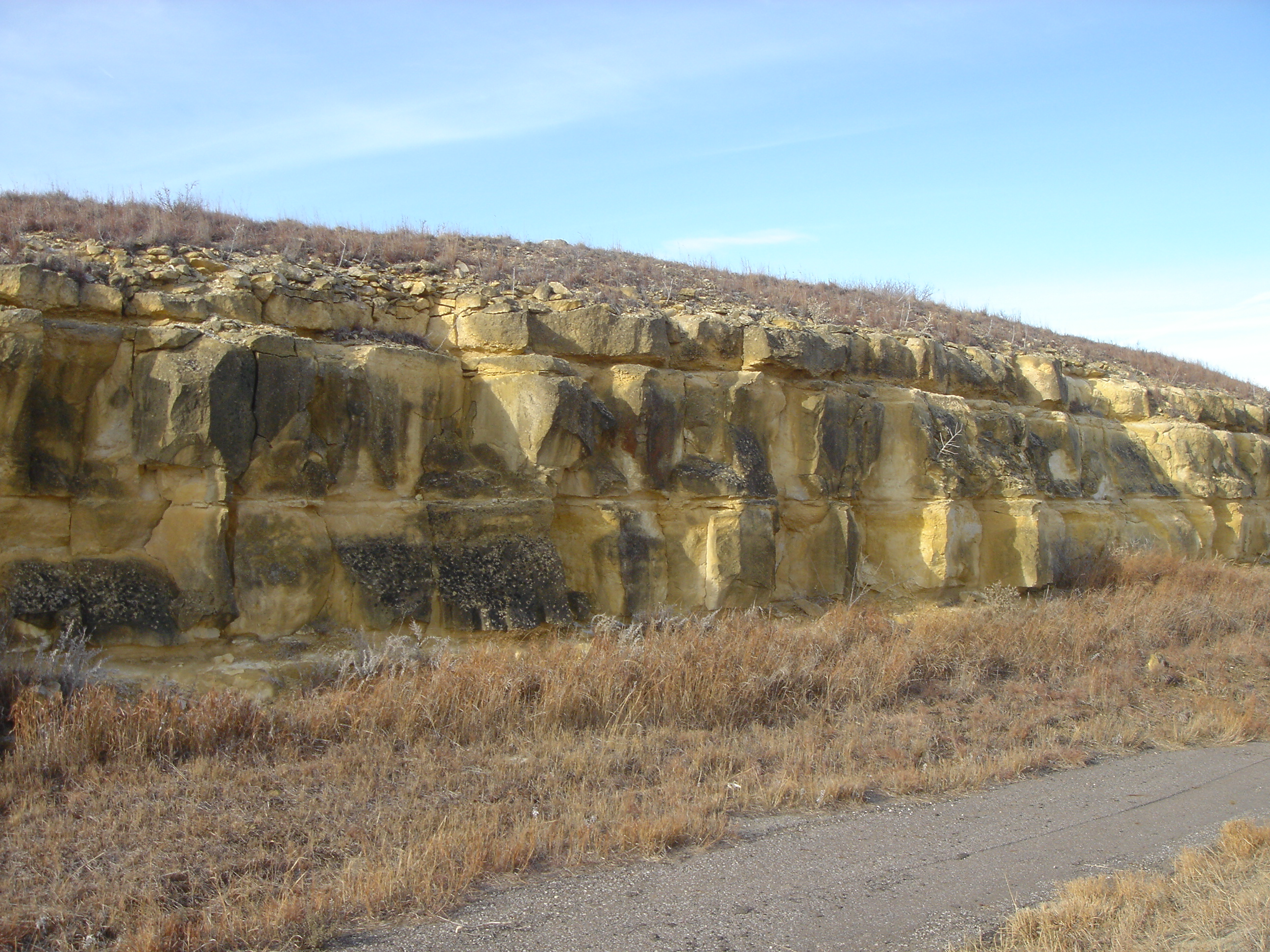
Cedar Bluff State Park

Nach der Volkszählung im Jahr 2000 lebten im Trego County 3319 Menschen in 1412 Haushalten und 936 Familien. Die Bevölkerungsdichte betrug 1 Einwohner pro Quadratkilometer. Ethnisch betrachtet setzte sich die Bevölkerung zusammen aus 97,77 Prozent Weißen, 0,18 Prozent Afroamerikanern, 0,39 Prozent amerikanischen Ureinwohnern, 0,48 Prozent Asiaten, 0,06 Prozent Bewohnern aus dem pazifischen Inselraum und 0,15 Prozent aus anderen ethnischen Gruppen; 0,96 Prozent stammten von zwei oder mehr Ethnien ab. 0,78 Prozent der Bevölkerung waren spanischer oder lateinamerikanischer Abstammung.
Von den 1412 Haushalten hatten 27,3 Prozent Kinder unter 18 Jahren, die mit ihnen gemeinsam lebten. 58,1 Prozent waren verheiratete, zusammenlebende Paare, 6,3 Prozent waren allein erziehende Mütter und 33,7 Prozent waren keine Familien. 31,4 Prozent aller Haushalte waren Singlehaushalte und in 17,7 Prozent lebten Menschen mit 65 Jahren oder darüber. Die Durchschnittshaushaltsgröße betrug 2,27 und die durchschnittliche Familiengröße betrug 2,86 Personen.
23,9 Prozent der Bevölkerung waren unter 18 Jahre alt. 5,5 Prozent zwischen 18 und 24 Jahre, 23,5 Prozent zwischen 25 und 44 Jahre, 23,2 Prozent zwischen 45 und 64 Jahre und 24,0 Prozent waren 65 Jahre alt oder älter. Das Durchschnittsalter betrug 44 Jahre. Auf 100 weibliche Personen kamen 91,1 männliche Personen. Auf 100 erwachsene Frauen ab 18 Jahren kamen 87,6 Männer.
Das jährliche Durchschnittseinkommen eines Haushalts betrug 29.677 USD, das Durchschnittseinkommen einer Familie betrug 40.524 USD. Männer hatten ein Durchschnittseinkommen von 26.545 USD, Frauen 16.927 USD. Das Prokopfeinkommen betrug 16.239 USD.
11,2 Prozent der Familien und 12,3 Prozent der Bevölkerung lebten unterhalb der Armutsgrenze.

## Orte im County
- Collyer
- Fort Downer
- Ogallah
- Riga
- Trego Center
- Voda
- WaKeeney

Townships
- Collyer Township
- Franklin Township
- Glencoe Township
- Ogallah Township
- Riverside Township
- WaKeeney Township
- Wilcox Township